# Steve Toussaint

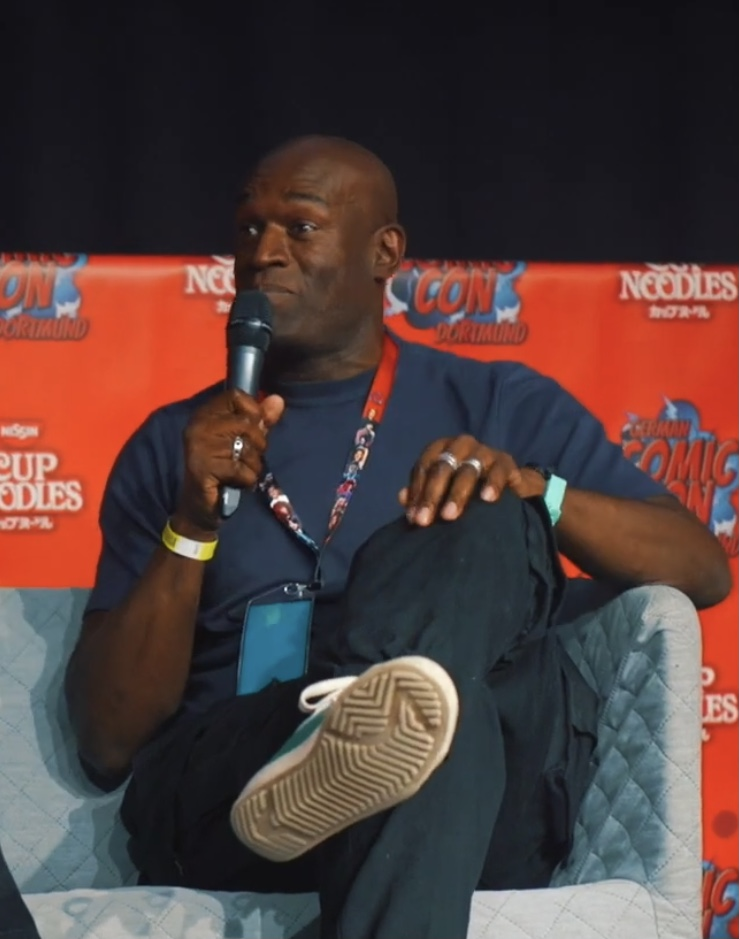
Steve Toussaint, 2023

Steve Toussaint (* 22. März 1965) ist ein britischer Schauspieler.

## Leben
Seine Laufbahn als Darsteller in Filmen begann Steve Toussaint 1994 mit der Serie The Memories of Sherlock Holmes, für die er einige Folgen spielte. Es folgten in den kommenden Jahren weitere Produktionen für das Fernsehen, er spielte auch in bekannteren Serien, wie etwa zwischen 2002 und 2010 für Doctors oder von 2007 bis 2008 für CSI: Miami.
Auch in Kinofilmen spielte Toussaint mit, sein erster war Undercover von 1995. Danach war er unter anderem in Prince of Persia: Der Sand der Zeit (2010) und Red, White and Blue (2020) in den Kinos zu sehen.

## Filmografie (Auswahl)
- 1994: The Memories of Sherlock Holmes (Fernsehserie)
- 1995: Undercover
- 1995: Judge Dredd
- 1996: Crucial Tales (Fernsehserie)
- 1998: Macbeth (Fernsehfilm)
- 1999: Jack of Hearts (Fernsehserie)
- 1999: Katastrophe im Schwarzen Loch (Doomwatch: Winter Angel, Fernsehfilm)
- 1999: Casualty (Fernsehserie)
- 1999–2005: The Bill (Fernsehserie)
- 2000: Circus
- 2002: Waking the Dead – Im Auftrag der Toten (Waking The Dead, Fernsehserie)
- 2002–2010: Doctors (Fernsehserie)
- 2003: Murder in Mind (Fernsehserie)
- 2003: Sin Eater – Die Seele des Bösen (The Order)
- 2004: England Expects (Fernsehfilm)
- 2005: Shooting Dogs
- 2007: Them (Fernsehfilm)
- 2007: Unsichtbarer Feind (Flight of Fury)
- 2007: Roadblock
- 2007–2008: CSI: Miami (Fernsehserie)
- 2007, 2014: Silent Witness (Fernsehserie, 4 Folgen)
- 2008: Mutant Chronicles (The Mutant Chronicles)
- 2008: Broken Lines
- 2009: New Tricks – Die Krimispezialisten (New Tricks, Fernsehserie, 1 Folge)
- 2010: Skins – Hautnah (Skins, Fernsehserie)
- 2010: Spooks – Im Visier des MI5 (Spooks, Fernsehserie, 1 Folge)
- 2010: Prince of Persia: Der Sand der Zeit (Prince of Persia: The Sands of Time)
- 2014: Scott & Bailey (Fernsehserie, 4 Folgen)
- 2015: Tut (Miniserie)
- 2015: Lewis – Der Oxford Krimi (Lewis, Fernsehserie, 6 Folgen)
- 2016: Grantchester (Fernsehserie, 1 Folge)
- 2016: Inspector Barnaby (Midsomer Murders, Fernsehserie, Folge 18x2: Alles Böse kommt von oben (The Incident At Cooper Hill))
- 2018: Pine Gab (Fernsehserie)
- 2020: Red, White and Blue
- seit 2022: House of the Dragon (Fernsehserie)